# Futurama Comics
Futurama Comics é uma revista em quadrinhos editada pela Bongo Comics. Baseada na série de animação Futurama, é publicada bimestralmente nos Estados Unidos desde novembro de 2000. Em 2002 passou a ser publicada também na Austrália e no Reino Unido. Com a interrupção da produção do programa entre 2003 e 2006, foi a única fonte de material inédito sobre Futurama disponível.